# Digital valuta

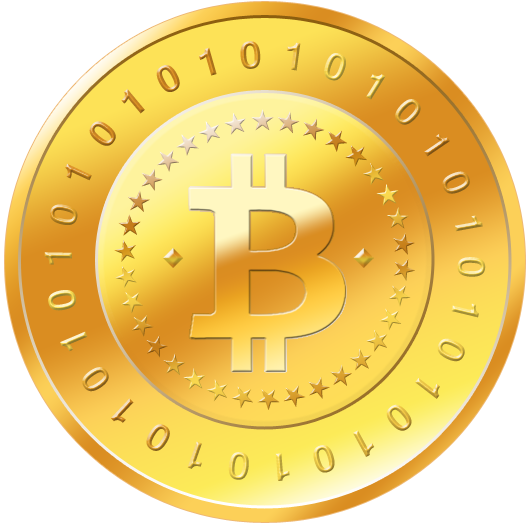
Inofficiell logga för bitcoin, en digital valuta

En digital valuta är en valuta som skapas och lagras elektroniskt. Ordet används i synnerhet om valutor som inte har någon centralbank som stödjer den. Ordet används ofta synonymt till kryptovaluta och e-valuta, men kryptovaluta kan också sägas vara en särskild typ av digital valuta.
2016 meddelande Riksbanken att de undersöker möjligheterna och riskerna med att införa en digital valuta i Sverige, preliminärt kallad e-krona. Den var inte avsedd som en möjlig ersättning för sedlar och mynt, utan som ett komplement.